# اد دروت
اد دروت (انگلیسی: Ed Drewett؛ زادهٔ ۱ آوریل ۱۹۸۸) خواننده-ترانه‌پرداز اهل بریتانیا است. وی از سال ۲۰۰۸ میلادی تاکنون مشغول فعالیت بوده‌است.